# 常升
常昇（14世纪—1403年），常遇春之子，常茂弟，明朝初年政治人物。
常昇因其兄无后，继承常遇春爵位，改为開國公，负责练兵，官至太子太保。其死因多有传闻，一种说法是在建文帝末年，和徐輝祖在浦子口抵挡燕王朱棣进攻，死于永乐初年。一种说法是因为藍玉案遭到连坐而诛杀
“有开国公等官，又在三山上商议，收拾弓兵要反！”---《逆臣录》中王城供词
《太祖皇帝钦录》有明太祖命令三子晋王朱棡擒拿处置蓝玉党犯人常昇的记载，《欽錄》洪武二十六年二月十三日：[中書]舍人馮謙、內使黃十三欽賫制諭晉王：將總兵官、太師、宋國公馮勝、潁國公傅友德所統河南、山西各都司馬步軍點視，領率塞上隄備。其總兵官宋國公、潁國公、開國公、定遠侯、全寧侯，皆馳驛赴京議事。……洪武二十六年二月初二日。由這份詔書可知，常昇在二月十三日接到詔令，和馮勝等一起被召回京師。常昇的罪名来得莫名其妙，蓝玉案爆发后，常昇仍在南京，并奉旨前往三山等处巡视窑场，这显然是朱元璋的刻意安排，欲擒故纵之计。三山是朱元璋修建孝陵等大型工程的砖瓦窑场。前文所提到的下级军官王城，则是窑场的总监工，其手下不过是一些奴役、弓兵而已，而常昇在巡视时仅待了一艘官船，依照这些微不足道的力量，怎么能谋反？在该供词里提到了同伙景川侯曹震，当时在几千里之外的云南，依照当年的交通条件，常昇要谋反，却找了一个如此之远的同伙，简直不可思议。这些供词如此的荒诞不经，但却能成为致常昇于死地的证据，实在是匪夷所思。《欽錄》洪武二十六年五月二十四日：[應是晉王護衛單位下的]鎮撫程鵬赴京回還，啟：五月十四日奉天門晚朝，奏犯人常昇、孫恪下家人一十六名，火者七名。奉聖旨：「但是男子，着王那裡就都廢了；妻小就那裡配與人。欽此。」這份口諭表明兩點：一，常昇已成犯人，顯然被奪爵，而且也和為「藍黨」的孫恪並列；二，常、孫兩人的男性成年家屬在太祖的指令下全遭處死。家屬尚如此，常、孫兩人就更不待言了。但这与永乐元年（1403年）常升之子常继祖被发配到云南的临安卫时“甫七岁”的记载矛盾。
乾隆《吴江县志》记载：“尝见当时抄白原行云：锦衣卫镇抚司镇抚臣刘珪等谨奏党逆事：今将三山案胡蓝党犯人沈德全等取招在官，洪武三十一年二月十八日早将一干人犯引到奉天门下奏，奉圣旨：‘正党与户下户丁多着折了臂膊，未出动的小厮不打，且牢着他。供出的田口家财断没了。’钦此。本月二十日早本司卫镇抚臣朱鉴于奉天门下奏，奉圣旨：‘正党与户下户丁都凌迟了，十岁已上的小厮都发南丹卫充军，十岁以下的送牧马所寄养，母随住；一岁至三岁的随母送浣衣局，待七岁送出来。’钦此。”（注：乾隆十二年《吴江县志》卷五六《旧事》。）
弘治五年（1492年），明孝宗封常继祖之孙常复为南京锦衣卫世袭指挥使；嘉靖十一年（1532年），明世宗又封常复之孙常玄振为怀远侯，并且准予子孙世袭。